# Kyiv Post
Kyiv Post — первая и самая известная англоязычная газета Украины. Она была основана в 1995 году в Киеве американским бизнесменом Джедом Санденом.
В 2018 году издание было приобретено известным украинским бизнесменом Аднаном Киваном, основателем группы компаний KADORR Group.
11 ноября 2021 года Люк Шенье вернулся в Kyiv Post на должность генерального директора, чтобы восстановить работу издания, при этом его первым назначением стал Богдан Нагайло на пост главного редактора. За два месяца Kyiv Post удвоил свою аудиторию, сделав акцент на роли глобального голоса Украины и сосредоточив внимание на рынках США, Канады, Великобритании и Европейского Союза.
К третьему году работы 97% аудитории Kyiv Post находилось за пределами Украины, а совокупный охват веб-сайта и социальных сетей превышал 6 миллионов просмотров в месяц. В октябре 2023 года Kyiv Post стал первым новостным изданием в Украине, получившим 100% рейтинг прозрачности контента и точности стандартов журналистики по версии международной рейтинговой платформы NewsGuard (в числе других изданий с идеальной оценкой — The Washington Post, The New York Times и The Wall Street Journal).
После смерти Аднана Кивана в 2024 году право собственности на газету перешло к его сыну Руслану Кивану, который продолжает развивать медиапроект, сохраняя редакционную независимость и расширяя международное присутствие.
Генеральным директором издания является Люк Шенье, главным редактором — Богдан Нагайло.
Главный офис расположен по адресу: улица Жилянская, 68, Киев.

## Награды и признание
Долгие годы девизом Kyiv Post, размещённым на первой полосе газеты, был:
“Независимость. Сообщество. Доверие.”
Он подчёркивал приверженность высокому уровню журналистских стандартов и этическим нормам, в отличие от многих украинских СМИ, где издатели и владельцы влияют на редакционную политику, а реклама маскируется под новостные статьи через покупку медиапространства, известную как “джинса” или “рекламные материалы”.
В феврале 2018 года газета сменила свой официальный девиз на
“Глобальный голос Украины” – новый слоган впервые появился в печатной версии издания и на главной странице сайта под логотипом.
В 2014 году коллектив Kyiv Post получил престижную
Медаль Почёта за выдающиеся заслуги в журналистике
от Школы журналистики Университета Миссури. Награду на церемонии в городе Колумбия, штат Миссури, 28 октября 2014 года получили главный редактор Брайан Боннер и его заместитель Екатерина Горчинская (занимала должность с 2008 по 2015 годы).
Также в 2014 году московская компания AGT Communications представила результаты исследования, проведенного с 21 ноября 2013 года по 21 мая 2014 года, согласно которому Kyiv Post стал самым цитируемым украинским источником новостей американскими и европейскими медиа, а также вторым по цитируемости в Украине и России после российского издания “Коммерсантъ”. Исследование базировалось на данных системы Factiva (базы исследований Dow Jones).
Пять журналистов Kyiv Post стали лауреатами шестимесячной стипендии программы Alfred Friendly Press Partners, организованной Школой журналистики Университета Миссури.
Этими журналистами стали:
- Анастасия Форина (работала в Chicago Tribune в 2014 году),
- Оксана Гриценко (работала в Pittsburgh Post-Gazette в 2015 году),
- Елена Гончарова (работала в Pittsburgh Post-Gazette в 2016 году),
- Юлианна Романишин (работала в Chicago Tribune в 2017 году),
- Анна Якутенко (начала стажировку в марте 2018 года и работала на KCUR, партнёре NPR в Канзас-Сити, штат Миссури).

В июне 2022 года журналисты Анна Миронюк и Андрей Чуркану стали финалистами премии European Press Prize в номинации “Расследовательская журналистика” за материал, опубликованный в Kyiv Post.
Расследование раскрыло, как китайские производители табака поставляли миллионы контрабандных сигарет в Украину.
В октябре 2023 года Kyiv Post стало первым новостным изданием в Украине, получившим 100% рейтинг прозрачности контента и точности журналистских стандартов
по версии международной рейтинговой платформы NewsGuard.
(В числе других изданий с идеальным рейтингом — The Washington Post, The New York Times и The Wall Street Journal.)

## Угрозы существованию
Kyiv Post выдержала многочисленные угрозы своему существованию с 1995 года.
Согласно аудиозаписям, опубликованным Николаем Мельниченко, охранником экс-президента Леонида Кучмы, тогдашний налоговый инспектор Николай Азаров обсуждал проведение налоговых проверок газеты и других медиа, критикующих администрацию. Впоследствии Азаров стал премьер-министром при президенте Викторе Януковиче. Сейчас он находится за границей и внесён в список разыскиваемых в Украине по подозрению в масштабной коррупции.
Kyiv Post столкнулась с тремя отдельными политическими угрозами своему существованию в период президентства Виктора Януковича (с 27 февраля 2010 года по 22 февраля 2014 года):
- Первая угроза возникла, когда украинский олигарх Дмитрий Фирташ подал иск о клевете против Kyiv Post в Великобритании из-за статьи от 2 июля 2010 года о коррупции в газовой отрасли.  14 декабря 2010 года Kyiv Post начала блокировать весь интернет-трафик из Великобритании в знак протеста против британского законодательства о диффамации и иска Фирташа.  Дело было отклонено 24 февраля 2011 года, так как британский суд посчитал, что Фирташ не имеет существенной связи с Великобританией. Блокировка для пользователей из Великобритании была снята позже в том же году.
- Вторая угроза приняла форму косвенного, но постоянного давления на Kyiv Post с целью смягчения критики в адрес Януковича.  Кульминацией стало увольнение владельцем газеты Мохаммедом Захуром главного редактора Брайана Боннера 15 апреля 2011 года после публикации интервью с правительственным министром вопреки просьбе владельца снять материал (предположительно под давлением властей).  В ответ журналисты объявили забастовку. 20 апреля 2011 года Захур восстановил Боннера в должности, и забастовка завершилась.  Газета не пропустила ни одного номера во время забастовки. Боннер, возглавлявший редакцию с июня 2008 года, оставался на посту до 30 апреля 2013 года.  Однако после восстановления Боннера возникла полемика, когда двое журналистов, отказавшихся подписать петицию в его поддержку, покинули издание. Причины их ухода официально не были названы; источники утверждали, что это связано с их отказом поддержать Боннера.

- Третья угроза проявилась в виде как минимум двух предложений о покупке газеты от предпринимателей, близких к Януковичу.  Захур отклонил оба предложения, заявив о стремлении сохранить редакционную независимость издания.

Тем не менее, самой серьёзной угрозой для Kyiv Post стала экономическая ситуация, а не политическое давление.
Многие англоязычные газеты Центральной и Восточной Европы, включая The Moscow Times, The Prague Post и The Sofia Echo, прекратили печататься из-за падения спроса на рекламу и перехода аудитории в онлайн.
Американский медиааналитик Кен Доктор подробно описал вызовы, стоящие перед Kyiv Post, в статье от 17 апреля 2014 года.
Kyiv Post также была упомянута в сентябрьско-октябрьском номере 2014 года журнала Columbia Journalism Review.

В статье “Невероятный успех Kyiv Post” автор Оливер Буллоу писал:
Чем больше вы узнаёте о Kyiv Post, тем больше понимаете, насколько удивительно, что она выдерживает конкуренцию с такими медийными гигантами.
Издание неоднократно подвергалось атакам со стороны союзников режима.
То, что его журналистика вообще выжила и даже процветает, стало возможным благодаря неожиданному союзу: журналиста из Миннесоты и англо-пакистанского миллиардера. У каждого из них были свои причины любить Украину, и Kyiv Post их объединила.

## Резонансные события
В декабре 2010 года Дмитрий Фирташ подал иск против Kyiv Post в один из судов Лондона за то, что журналисты «создают о нём впечатление как о коррумпированной личности». Великобритания была выбрана, поскольку законы этого государства позволяют так называемый «клеветнический туризм» — возможность подавать иски в суды Великобритании за клевету на любого автора, если его статья или книга стала доступной читателям на её территории. Поэтому, в ответ на поданный иск, Kyiv Post заблокировал доступ своего сайта для интернет-трафика Великобритании.
В феврале 2011 года Лондонский суд отказал Фирташу в удовлетворении его иска. При этом суд постановил, что у истца «практически неуловимая связь» с Великобританией, а судья назвал этот иск «почти злоупотреблением процессуальными нормами».
15 апреля 2011 года редакция газеты заявила о начале забастовки в протест против вмешательства в независимую деятельность редакции. Причиной этому стало решение издателя Мухаммада Захура об увольнении главного редактора Брайана Боннера из-за отказа снять с публикации интервью с Министром аграрной политики и продовольствия Украины Николаем Присяжнюком в котором в частности упоминается тема влияния депутата из фракции Партии регионов Юрия Иванющенко на аграрный рынок Украины.
По словам заместителя главного редактора Кати Горчинской:

У главного редактора был четырёхдневный конфликт с издателем, на которого давили со стороны Министерства сельского хозяйства, в результате чего, фактически, прозвучал ультиматум вплоть до того, что «Kyiv Post» могут закрыть, если это интервью пойдёт в газету. Как видите — интервью в газету пошло. В результате газету не закрыли, но главного редактора уволили.

В этот же день Николай Присяжнюк заявил, что не вмешивался в работу газеты и подчеркнул, что ему ничего не известно о том, почему текст интервью стал причиной противостояния внутри редакции. Он высказал предположение, что текст его интервью был использован одной из сторон конфликта, который уже существовал в редакции газеты.

## Публикация фейков
29 июля 2024 года Kiyv Post  опубликовало фото, на котором туареги-повстанцы после успешной атаки на колонну ЧВК «Вагнер» фотографируются с флагом Украины. При этом, согласно заявлению Kiyv Post, подлинность снимка подтверждается ВСУ.
Согласно разбору «Важных историй», фото повстанца с украинским флагом было сделано как минимум за полтора месяца до разгрома колонны с ЧВК «Вагнер», при этом, согласно исследованию алгоритмом TruFor, флаг Украины был добавлен на изображение искусственно. Анализ также показал, что вопреки заявлениям СМИ Украины лица с заблюренными фото не относятся в Главному управлению разведки Минобороны Украины.